# Svjatoslav II di Kiev
Svjatoslav II Jaroslavič (1027 – Kiev, 27 dicembre 1076) è stato Principe di Černihiv dal 1054 al 1073, sovrano della Rus' di Kiev (Gran Principe di Kiev) dal 1073 al 1076, figlio di Jaroslav e padre di Costantino di Murom.

## Biografia

### Gioventù
Svjatoslav nacque nel 1027, quarto figlio di Jaroslav il Saggio, Gran principe di Kiev e sua moglie, Ingegerd Olofsdotter. La Lyubetskiy sinodik—una lista dei principi di Černihiv che è stata completata nel Monastero di San Antonio in Ljubeč—scrive che il suo nome di battesimo fu Nicola.
La Cronaca degli anni passati scrive che Svjatoslav stava a Volodymyr-Volyns'kyj in Volinia nel tempo che suo padre si ammalò gravemente. Secondo lo storico Martin Dimnik, il resoconto della cronaca mostra che Jaroslav il Saggio aveva, con ogni probabilità intorno al 1040, scelto Svjatoslav come sovrano di questa importante città della Rus' di Kiev.
Sul letto di morte, Jaroslav divise le città più importanti del suo regno tra i suoi cinque figli: Izjaslav, Svjatoslav, Vsevolod, Igor, e Vyačeslav. A Svjatoslav, diede Černihiv. Inoltre, prima di morire, ordinò ai suoi quattro figli più giovani di "tenere d'occhio"  il loro fratello maggiore, Izjaslav, che ricevette Kiev.

### Triumvirato

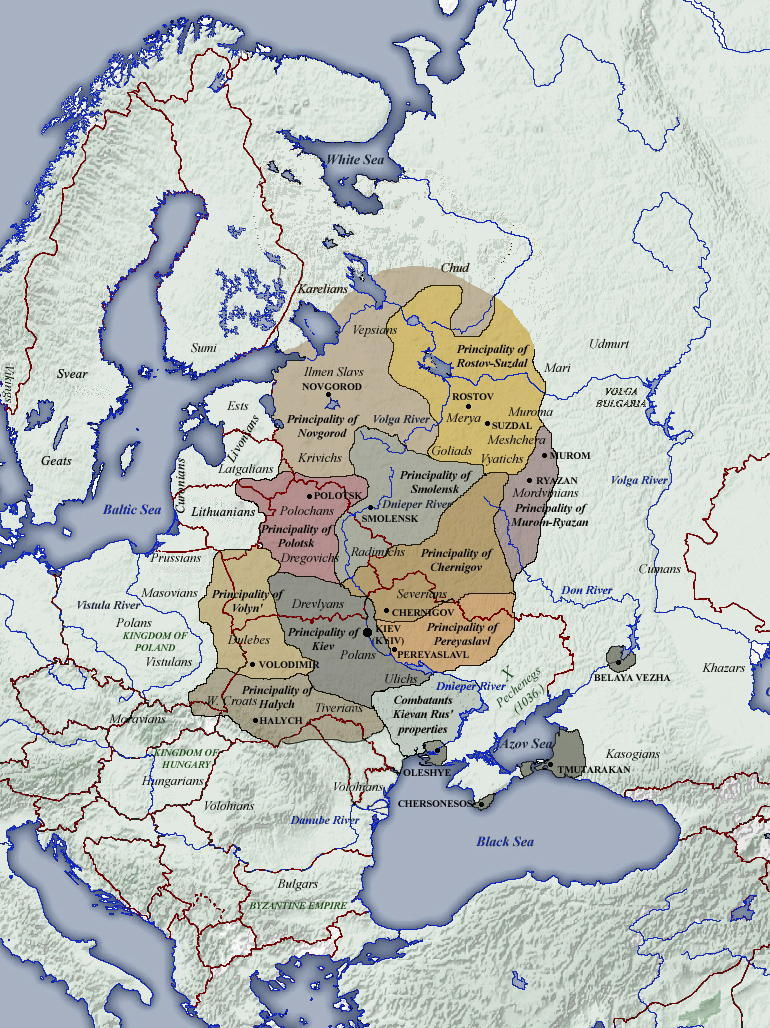
Principati nella Rus' di Kiev (1054–1132)

Dopo la morte di Jaroslav il Saggio, il 20 febbraio 1054, i suoi tre figli maggiori — Izjaslav di Kiev, Svjatoslav di Černihiv e Vsevolod di Perejaslav — decisero di governare insieme il Rus' di Kiev. Lo storico Martin Dimnik scrive che, tenendo conto delle capacità politiche e militari di Svjatoslav, "è ragionevole supporre che egli sia stato una delle principali forze motivanti, se non l'effettivo artefice, di molte delle politiche adottate" dai tre fratelli. I "triumviri" cooperarono a stretto contatto negli anni seguenti. Nel 1059 liberarono loro zio Sudislav Vladimirovič, imprigionato dal loro padre nel 1035 circa. Secondo la Cronaca degli anni passati, organizzarono una spedizione congiunta "via cavallo e via nave contro i Tork" (anche detti Oghuz) nel 1060. Venuti a conoscenza dell'arrivo delle truppe della Rus' i Tork fuggirono dalle loro terre senza opporre resistenza.
Nel 1065, Svjatoslav guidò le sue truppe contro suo nipote, Rostislav Vladimirovič, che nell'anno precedente aveva espulso con la forza il figlio di Svjatoslav, Gleb, da Tmutarakan'. All'arrivo di Svjatoslav, Rostislav lasciò il controllo di questo importante centro dei domini di suo zio, ma lo rioccupò non appena Svjatoslav aveva fatto ritorno a Černihiv. Vseslav Brjačeslavič, principe di Polack e lontano cugino dei triumviri, attaccò Pskov nel 1065, secondo la Cronaca di Pskov. Vseslav non riuscì a prendere la città, ma nell'inverno successivo conquistò e saccheggiò Novgorod, che era governata da Mstislav, figlio di Izjaslav di Kiev. Izjaslav , Svjatoslav e Vsevolod si allearono presto e si diressero contro Vseslav, "sebbene fosse pieno inverno", secondo la Cronaca degli anni passati. Dirottarono l'esercito di Vseslav presso il fiume Nemiga (vicino a Minsk) il 3 marzo 1066. Vseslav, che fuggì dal campo di battaglia, accettò di partecipare ai negoziati con i triumviri, i quali tuttavia lo catturarono con l'inganno durante un incontro a Orsha nei primi di giugno.
I Cumani, che erano emersi come potenza dominante delle steppe pontiche all'inizio del 1060, invasero le regioni meridionali della Rus' di Kiev nel 1068. I tre fratelli marciarono insieme contro gli invasori ma furono dirottati sul fiume Alta, in Ucraina. Dal campo di battaglia, Svjatoslav si ritirò verso Černihiv e riunì le sue truppe. Fece ritorno per sconfiggere i Cumani con una forza più piccola presso la città di Snovs'k il 1º novembre, aumentando così il suo prestigio tra la popolazione. Nel frattempo, i cittadini di Kiev avevano detronizzato e espulso il fratello Svjatoslav, Izjaslav. Sfruttando l'assenza di Izjaslav, Svjatoslav mandò suo figlio, Gleb, a Novgorod per governare la città.
Izjaslav ritornò, al comando dei rinforzi polacchi. Secondo la Cronaca degli anni passati, i cittadini di Kiev scrissero a Svjatoslav e Vsevolod, implorando loro di venire alla "città paterna" e difenderla. Svjatoslav e Vsevolod chiesero a Izjaslav di "non guidare i polacchi all'attacco di Kiev", affermando che "se avesse intenzione di sfogare la sua rabbia e distruggere la città, sarebbero stati ragionevolmente preoccupati per l'ancestrale capitale". Izjaslav si calmò parzialmente: non lasciò che gli alleati polacchi entrassero in città, ma la sua scorta massacrò o mutilò molti dei suoi nemici in città. Tentò anche di punire Antonio, il fondatore del Monastero delle Grotte di Kiev, che aveva sostenuto i suoi nemici, ma Svjatoslav concesse asilo al monaco a Černihiv.
Con il ritorno di Izjaslava Kiev, fu ripristinato il triumvirato. I fre fratelli visitarono assieme Vyšhorod al fine di prendere parte allo spostamento delle reliquie dei loro santi zii, Boris e Gleb, il 3 maggio 1072. Secondo The Narrative, Passion, and Encomium of Boris and Gleb, Svjatoslav prese la mano di San Gleb e, prima di poggiarla sulla bara, "la premette sulla sua ferità, poiché aveva dolore al collo, e sugli occhi e sulla fronte". In breve tempo, Svjatoslav sentì un dolore in testa e il suo servitore trovò un'unghia del santo sotto il suo copricapo. La maggior parte degli storici è concorde nell'affermare che i tre fratelli estesero il codice legale del padre in questa occasione, ma la data esatta è ignota.

### Gran principe di Kiev

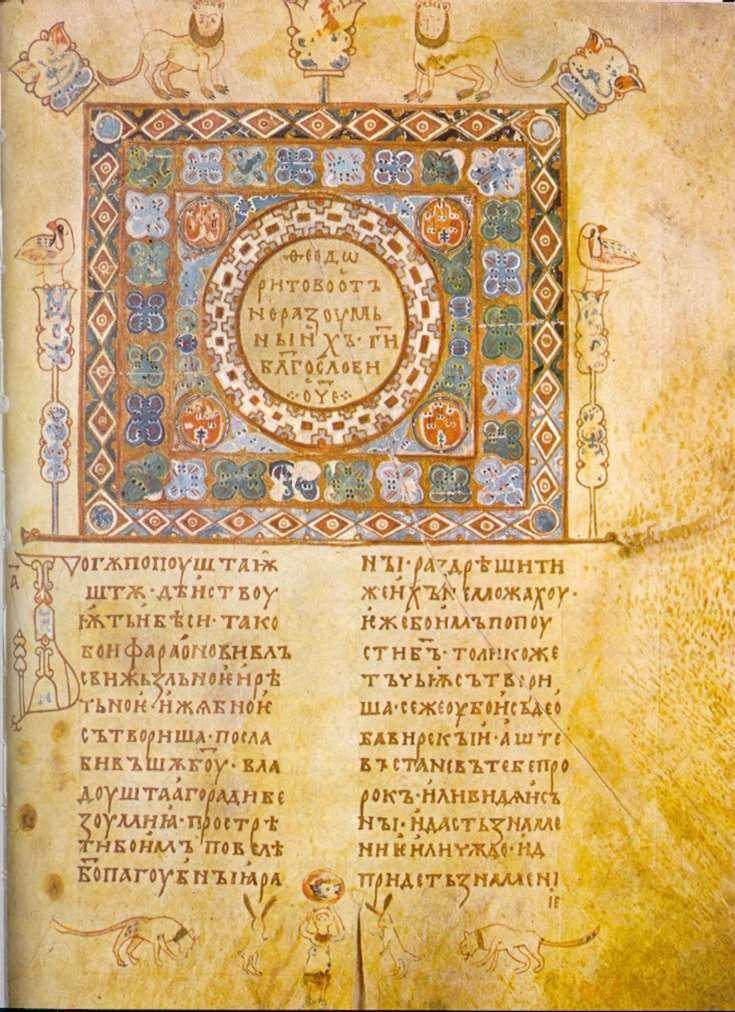
Una pagina dellIzbornik del 1073 di Svjatoslav

Secondo la Cronaca degli anni passati, "il diavolo istigò il conflitto" tra i tre fratelli poco dopo la canonizzazione dei Santi Boris e Gleb. Svjatoslav e Vsevolod unirono le loro forze e espellero Izjaslav da Kiev il 22 marzo 1073. Il cronista incolpò Svjatoslav per questa azione, affermando che "era il fomentatore dell'espulsione di suo fratello, perché desiderava più potere". Inoltre, afferma che Svjatoslav aveva "fuorviato Vsevolod affermando che" Izjaslav "stava entrando in un'alleanza" con Vseslav Brjačeslavič ai loro danni. Gli storici contemporanei non concordano sui motivi delle azioni di Svjatoslav. Franklin e Shepard scrivono che era guidata da "semplice avidità"; Martin dice invece che Svjatoslav, il quale sembra avesse sofferto di una grave malattia, volesse assicurare il diritto dei suoi figli a Kiev che sarebbe stato perso se "fosse deceduto prima di Izjaslav senza aver regnato" la città. In effetti, la Cronaca degli anni passati afferma che era Svjatoslav a "regnare su Kiev dopo l'espulsione" di Izjaslav.
Inizialmente, il capo del Monastero delle Grotte, Teodosio criticò Svjatoslav per aver usurpato il trono. Tuttavia, prima della sua morte nel maggio 1074, si riconciliò con il gran principe, che sostenne la fondazione di una chiesa di pietra dedicata alla Madre di Dio a Kiev. Svjatoslav sostenne anche la compilazione di lavori ecclesiastici. Due izborniki o miscellanee—collezioni di estratti dalla Bibbia e da opere teologiche—furono completati sotto gli auspici nel 1073 e nel 1076. Secondo l'Izbornik del 1073, Svjatoslav, elogiato come un "nuovo Tolomeo", a quel tempo aveva raccolto un gran numero di libri spirituali.
Il governo di Svjatoslav è stato breve e senza eventi di rilievo. Il suo fratello detronizzato fuggì prima in Polonia, ma il duca Boleslao II, cognato di Svjatoslav, lo espulse dalle sue terre. Successivamente Izjaslav cercò l'assistenza del monarca tedesco, Enrico IV. Quest'ultimo, nel 1075, inviò i suoi emissari (compreso il cognato di Svjatoslav, Burchard) a Kiev per raccogliere più informazioni. Secondo la Cronaca degli anni passati, "nel suo orgoglio", Svjatoslav "mostrò loro le sue ricchezze", mostrando loro "l'innumerevole quantità del suo oro, argento e seta". Nel 1076 Svjatoslav inviò rinforzi alla Polonia per aiutare il suo cognato contro i boemi.
Svjatoslav morì il 27 dicembre 1076. La Cronaca degli anni passati scrive che il "taglio di un ascesso" provocò la sua morte. Fu seppellito nella Cattedrale del Santo Salvatore di Černihiv. In un anno, il fratello maggiore Izjaslav riprese il potere e i figli di Svjatoslav persero gran parte dei suoi domini.

## Famiglia

### Matrimonio
Sposò Oda di Stade, figlia di Lotario Udo I della marca del Nord, margravio della Nordmark e conte di Stade.

### Ascendenza
|                       |                    |                     | Genitori |  |  | Nonni |  |  | Bisnonni             |  |  | Trisnonni     |  |
|                       |                    |                     |          |  |  |       |  |  | Svjatoslav I di Kiev |  |  | Igor' di Kiev |  |
|                       |                    |                     |          |  |  |       |  |  | Svjatoslav I di Kiev |  |  | Igor' di Kiev |  |
|                       |                    | Olga di Kiev        |          |  |  |       |  |  | Svjatoslav I di Kiev |  |  |               |  |
| Vladimir I di Kiev    |                    |                     |          |  |  |       |  |  | Svjatoslav I di Kiev |  |  |               |  |
|                       |                    | Maluša              | …        |  |  |       |  |  |                      |  |  |               |  |
|                       |                    | Maluša              | …        |  |  |       |  |  |                      |  |  |               |  |
|                       |                    | Maluša              | …        |  |  |       |  |  |                      |  |  |               |  |
| Jaroslav I di Kiev    |                    | Maluša              |          |  |  |       |  |  |                      |  |  |               |  |
|                       |                    | Ragnvald            | …        |  |  |       |  |  |                      |  |  |               |  |
|                       |                    | Ragnvald            | …        |  |  |       |  |  |                      |  |  |               |  |
|                       |                    | Ragnvald            | …        |  |  |       |  |  |                      |  |  |               |  |
| Rogneda di Polack     |                    | Ragnvald            |          |  |  |       |  |  |                      |  |  |               |  |
|                       |                    | …                   | …        |  |  |       |  |  |                      |  |  |               |  |
|                       |                    | …                   | …        |  |  |       |  |  |                      |  |  |               |  |
|                       |                    | …                   | …        |  |  |       |  |  |                      |  |  |               |  |
| Svjatoslav II di Kiev |                    | …                   |          |  |  |       |  |  |                      |  |  |               |  |
|                       | Eric il Vittorioso | Björn III di Svezia |          |  |  |       |  |  |                      |  |  |               |  |
|                       | Eric il Vittorioso | Björn III di Svezia |          |  |  |       |  |  |                      |  |  |               |  |
|                       | Eric il Vittorioso | …                   |          |  |  |       |  |  |                      |  |  |               |  |
| Olof III di Svezia    | Eric il Vittorioso |                     |          |  |  |       |  |  |                      |  |  |               |  |
|                       |                    | Sigrid la Superba   | …        |  |  |       |  |  |                      |  |  |               |  |
|                       |                    | Sigrid la Superba   | …        |  |  |       |  |  |                      |  |  |               |  |
|                       |                    | Sigrid la Superba   | …        |  |  |       |  |  |                      |  |  |               |  |
| Ingegerd Olofsdotter  |                    | Sigrid la Superba   |          |  |  |       |  |  |                      |  |  |               |  |
|                       |                    | …                   | …        |  |  |       |  |  |                      |  |  |               |  |
|                       |                    | …                   | …        |  |  |       |  |  |                      |  |  |               |  |
|                       |                    | …                   | …        |  |  |       |  |  |                      |  |  |               |  |
| Estrid degli Obotriti |                    | …                   |          |  |  |       |  |  |                      |  |  |               |  |
|                       |                    | …                   | …        |  |  |       |  |  |                      |  |  |               |  |
|                       |                    | …                   | …        |  |  |       |  |  |                      |  |  |               |  |
|                       |                    | …                   | …        |  |  |       |  |  |                      |  |  |               |  |
|                       |                    | …                   |          |  |  |       |  |  |                      |  |  |               |  |

### Fonti primarie
- Samuel Hazzard Cross e Olgerd P. Sherbowitz-Wetzor (a cura di), Cronaca degli anni passati, traduzione di Samuel Hazzard Cross e Olgerd P. Sherbowitz-Wetzor, Medieval Academy of America, 1953, ISBN 978-0-915651-32-0.
- Marvin Kantor, The Narrative, Passion, and Encomium of Boris and Gleb, in Medieval Slavic Lives of Saints and Princes, Università di Michigan, 1983, ISBN 0-930042-44-1.

### Fonti secondarie
- Martin Dimnik, The Dynasty of Chernigov, 1054–1146, Istituto pontificio di studi medievali, 1994, ISBN 0-88844-116-9.
- Simon Franklin e Jonathan Shepard, The Emergence of Rus 750–1200, Longman, 1996, ISBN 0-582-49091-X.
- Janet Martin, Medieval Russia, 980–1584, Cambridge University Press, 1993, ISBN 978-0-521-67636-6.
- Christian Raffensperger, Reimagining Europe: Kievan Rus' in the Medieval World, Harvard University Press, 2012, ISBN 978-0-674-06384-6.
- George Vernadsky, A History of Russia, Volume II: Kievan Russia, Yale University Press, 1948, ISBN 0-300-01647-6.